# Pales murina
Pales murina är en tvåvingeart som beskrevs av Louis-Paul Mesnil 1970. Pales murina ingår i släktet Pales och familjen parasitflugor. Inga underarter finns listade i Catalogue of Life.